# Église Saint-Maurice de Strasbourg
Pour les articles homonymes, voir Église Saint-Maurice.
L’église Saint-Maurice de Strasbourg se situe place Arnold, en bordure de l'avenue de la Forêt-Noire, dans la Neustadt.
Ancienne église de garnison catholique, elle est construite à la fin du XIXe siècle lors de l'annexion.

## Histoire
L'église est édifiée à partir de novembre 1895, dans le cadre de l'aménagement de la Neustadt, par l'architecte Ludwig Becker, originaire de Mayence. Elle fut consacrée le 28 mai 1899. Il s'agissait alors de l'église de garnison catholique de la ville.

## Description
L'église Saint-Maurice, de style néo-gothique, a été conçue comme un monument visible de loin, tout comme son pendant protestant, l'église Saint-Paul. Son clocher, haut et mince, culmine à 65 mètres de hauteur et s'inscrit dans une perspective homogène longue de plusieurs kilomètres formée par l'avenue des Vosges et son prolongement l'avenue de la Forêt-Noire qui relie la place de Haguenau à la place Arnold.
À l'est de l'église se trouve une statue de Jeanne d'Arc datant de 1922. Celle-ci se trouvait auparavant devant l'entrée de l'église mais a été déplacée à la suite des travaux de rénovation de la place Arnold.

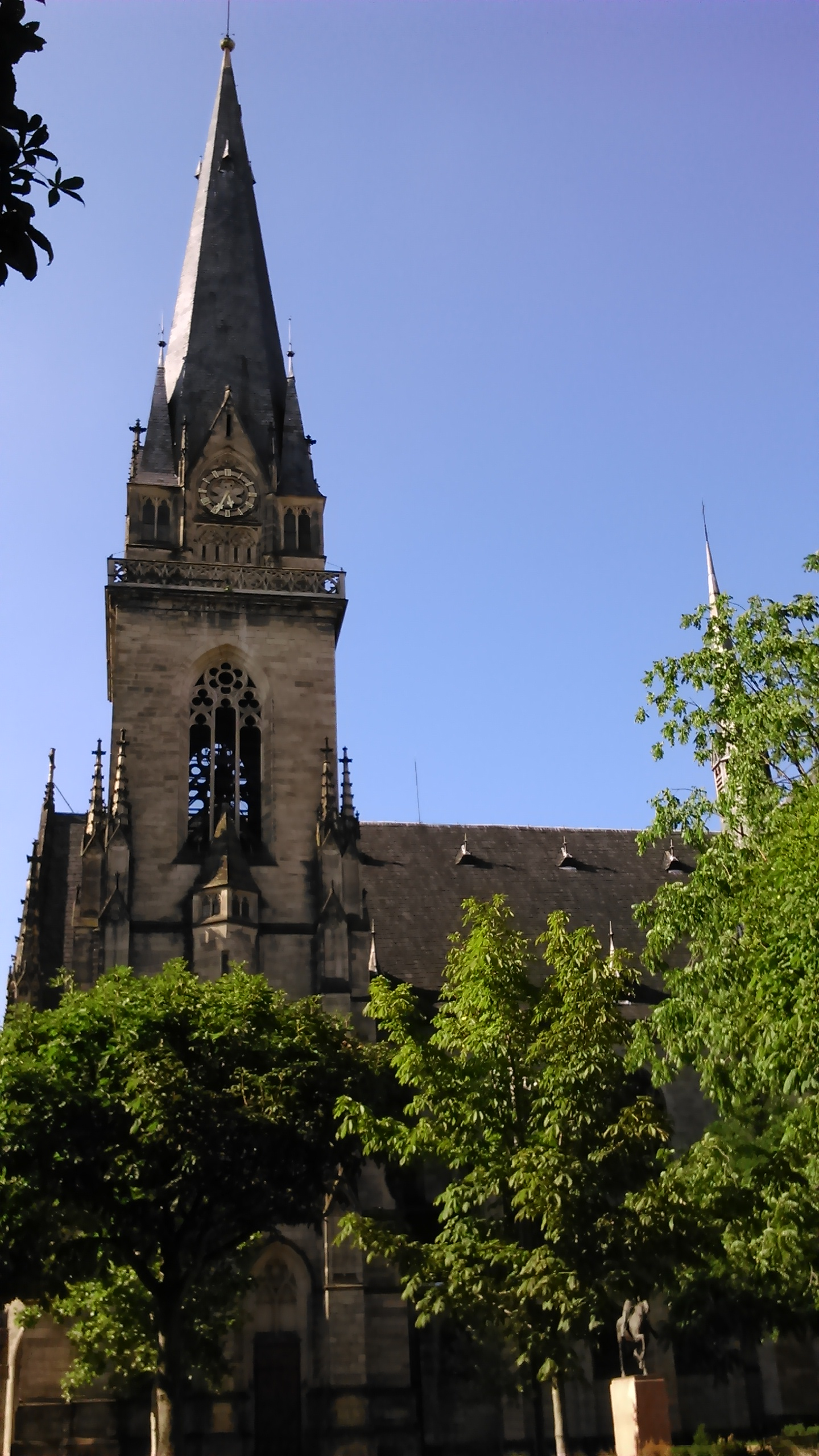
L'église Saint-Maurice de Strasbourg, côté est.